# Zbojné
Zbojné est un village de Slovaquie situé dans la région de Prešov.

## Histoire
Première mention écrite du village en 1463.

## Démographie

### Évolution de la population
| Année:               | 1994. | 2004.    | 2014. | 2024.   |
| -------------------- | ----- | -------- | ----- | ------- |
| Nombre de personnes: | 265   | 200      | 178   | 161     |
| Différence:          |       | -24,52 % | -11 % | -9,55 % |

| Année:               | 2023. | 2024.   |
| -------------------- | ----- | ------- |
| Nombre de personnes: | 159   | 161     |
| Différence:          |       | +1,25 % |